# Star Trek: Insurecția
Star Trek: Insurecția (Star Trek: Insurrection) este un film științifico-fantastic din 1998. Este al nouălea film artistic din seria de filme Star Trek și al doilea film regizat de Jonathan Frakes.

## Rezumat
Locotenentul comandor Data (Brent Spiner) este transferat temporar într-o misiune sub acoperire, pentru a observa pașnicul popor Ba'ku care duce o viață agrară. În timp ce se află pe planeta acestora, el funcționează defectuos și dezvăluie prezența grupului operativ Federație - Son'a care observă Ba'ku. Amiralul Matthew Dougherty (Anthony Zerbe) contactează USS Enterprise-E pentru a obține schemele de construcție ale lui Data, dar afirmă cu fermitate că prezența navei Enterprise nu este necesară. Căpitanul Picard decide să ignore acest ordin și duce Enterprise spre sistem pentru a-l prinde pe Data. După ce echipajul îl prinde pe Data, căpitanul Jean-Luc Picard (Patrick Stewart) devine suspicios în legătură cu insistența lui Dougherty că prezența navei Enterprise nu mai este necesară. Echipajul său investighează cauza defecțiunii lui Data. Ei descoperă că Ba'ku au o tehnologie avansată, dar au respins folosirea sa pentru a trăi o viață mai simplă. Datorită radiației unice sau a "particulelor metafazice" emise de inelele planetei lor, ei sunt efectiv nemuritori și nu îmbătrânesc. Aliații lui Dougherty, Son'a, sunt o rasă îmbătrânită care utilizează tehnici medicale avansate pentru a preveni moartea lor; utilizarea excesivă a chirurgiei cosmetice le-a dat un aspect mumificat. Echipajul Enterprise începe de asemenea să experimenteze efectele de întinerire ale planetei: Lt Comandantul Geordi La Forge (LeVar Burton) constată că ochii lui s-au regenerat și că nu mai are nevoie de implanturi oculare; Comandantul William Riker (Jonathan Frakes) și consilierul Deanna Troi (Marina Sirtis) reîncep relația lor abandonată de mult timp; iar Picard are o relație romantică cu o femeie Ba'ku, Anij (Donna Murphy).
Data și Picard descoperă în lacul de lângă satul Ba'ku o navă a Federației ascunsă și invizibilă care conține o holopunte gigantică care recrează satul Ba'ku. Defecțiunea lui Data provine de fapt dintr-un atac Son'a, atunci când Data a descoperit nava. Picard se confruntă cu Dougherty și află că ofițeri de rang înalt ai Federației și rasa Son'a au plănuit împreună să înșele Ba'ku și să-i mute cu forța pe o altă planetă cu nava fără știrea lor, permițând rasei Son'a să colecteze radiația întineritoare (dar otrăvind planeta în acest proces). Dougherty ordonă ca Enterprise să plece. Picard afirmă că beneficiile de întinerire ale radiației nu justifică planurile lui Dougherty pentru Ba'ku și încalcă prima directivă a Federației. El intenționează să alerteze Federația despre această mutare forțată.
Picard se alătură unora dintre membrii echipajului său pentru a ajuta Ba'ku să fugă în munți pentru a nu fi răpiți în timp ce Riker duce Enterprise către o zonă de unde poate apela Federația pentru a comunica încălcarea regulamentului Flotei Stelare. Son'a trimite sonde robotizate pentru a localiza și a captura fugarii Ba'ku. Conducătorul Son'a, Ahdar Ru'afo (F. Murray Abraham), îl convinge pe Dougherty să permită celor două nave Son'a să atace Enterprise. Riker învinge navele atacatoare și Enterprise scapă. Planul lor fiind expus, Ru'afo insistă asupra recoltării imediate a sursei de radiații. Picard, Anij și mai mulți Ba'ku sunt teleportați ca prizonieri pe nava Son'a. Picard îi dezvăluie lui Dougherty că Son'a și Ba'ku sunt aceeași rasă, iar Federația este implicată în lupta lor fratricidă. Son'a reprezintă o fracțiune a Ba'ku care a renunțat la existența lor rustică cu un secol mai devreme pentru a îmbrățișa folosirea tehnologiei. Au încercat să profite de puterea lor, dar au eșuat, iar bătrânii Ba'ku i-au exilat de pe planetă, renegându-le efectele întineritoare ale inelelor planetei. Rasa Son'a a dezvoltat o modalitate artificială și imperfectă de a-și extinde viețile cu prețul desfigurării. Ru'afo îl omoară pe amiralul Dougherty când acesta bate în retragere, iar Ru'afo continuă cu planul său.
În timp ce Picard este escortat pentru a fi executat de Son'a, el îl convinge pe Gallatin (Gregg Henry), un Son'a, să-l ajute să-l oprească pe Ru'afo. Picard pune la cale un plan pentru a teleporta pe Ru'afo și echipajul său pe holopunte, totul pentru a opri recolta. Ru'afo descoperă înșelăciunea și se teleportează pe nava pentru recoltarea radiațiilor pentru a reporni manual procesul. Picard îl urmărește și activează autodistrugerea dispozitivului de recoltare. Ru'afo este ucis în acest proces în timp ce Picard este salvat de Enterprise. Supraviețuitorii Son'a sunt iertați și primiți înapoi de Ba'ku. Picard aranjează o întâlnire între Gallatin și mama sa Ba'ku. Echipajul Enterprise rămâne o clipă pe planetă să se bucure de efectele întinerii înainte de a se întoarce la misiunea lor anterioară.

## Distribuție
- Patrick Stewart este Cpt. Jean-Luc Picard
- Jonathan Frakes este William T. Riker
- Brent Spiner este Data
- LeVar Burton este  Geordi LaForge
- Michael Dorn este  Worf
- Gates McFadden este  Beverly Crusher
- Marina Sirtis este consilier Deanna Troi
- F. Murray Abraham este Ahdar Ru'afo
- Donna Murphy este Anij
- Anthony Zerbe este amiral Matthew Dougherty
- Stephanie Niznik este Ensign Kell Perim
- Daniel Hugh Kelly este Sojef
- Gregg Henry este Gallatin
- Michael Welch este Artim
- Michael Horton este Lt. Daniels
- Majel Barrett este vocea computerului
- Aaron Sisko este ofițer de punte